# Xian de Tongwei
Le xian de Tongwei (通渭县 ; pinyin : Tōngwèi Xiàn) est un district administratif de la province du Gansu en Chine. Il est placé sous la juridiction de la ville-préfecture de Dingxi.

## Histoire
Le comté de Tongwei a une longue histoire, le comté de Tongwei a été formellement créé en cinquième année de l'ère Congning, la dynastie Song du Nord (A.D 1106).
Durant le Grand Bond en avant, Tongwei a été particulièrement frappé par la Grande famine. Selon l'universitaire chinois Yang Jisheng, entre 1958 et 1961 sa population a diminué de 21 % (32,8 % en prenant en compte l'accroissement naturel). Il y a eu de nombreux cas de cannibalisme.

## Démographie
La population du district était de 443 057 habitants en 1999.